# بيتر هاكيت
بيتر هاكيت (بالإنجليزية: Peter Hackett)‏ هو سائق سباق أسترالي، ولد في 1977 في سيدني في أستراليا.